# Юги (посёлок при железнодорожной станции, Ленинградская область)
Юги — посёлок при железнодорожной станции в Потанинском сельском поселении Волховского района Ленинградской области.

## История
С 1917 по 1923 год посёлок станции Юга входил в состав Хмелевского сельсовета Шахновской волости Новоладожского уезда.
С 1923 года в составе Пашской волости Волховского уезда.
С 1924 года в составе Чуновского сельсовета.
С 1927 года в составе Пашского района.
С 1939 года посёлок станции Юга учитывается областными административными данными как Юги.

Посёлок Юги на карте 1940 года

С 1955 года в составе Новоладожского района.
С 1960 года в составе Потанинского сельсовета.
С 1963 года в составе Волховского района.
По данным 1966, 1973 и 1990 годов посёлок при станции Юги также входил в состав Потанинского сельсовета.
В 1997 году в посёлке при станции Юги Потанинской волости проживал 61 человек, в 2002 году — 52 человека (русские — 90 %).
В 2007 году в посёлке при станции Юги Потанинского СП — 53.

## География
Посёлок расположен в северо-восточной части района у железнодорожной станции Юги на линии Волховстрой I — Лодейное Поле.
Посёлок находится к югу от автодороги 41К-376 (Низино — Потанино — Хмелевик). Расстояние до административного центра поселения — 4 км.
Располагается на левом берегу реки Воронежки.

## Демография
| 1997 | 2002 | 2007 | 2010 | 2017 |
| ---- | ---- | ---- | ---- | ---- |
| 61   | ↘52  | ↗53  | ↘38  | ↗50  |

### Национальный состав
Согласно данным Всероссийской переписи населения 2021 года в деревне проживали 42 человека, из них:
 русские — 33, узбеки — 7, карелы — 1, эстонцы — 1 человек.